# 瓦氏海龍
瓦氏海龍（学名：Syngnathus watermeyeri），為輻鰭魚綱棘背魚目海龍魚科海龍屬的其中一種，被IUCN列為極為保育類動物，分布於南非Kariega、Kasouga及Bushmans河下游半鹹水區域，體棕綠色，頭部具有黑色的閉合線條，身體具有閉合的灰白色線，體長可達13公分，棲息在水生植物生長得河川下游，卵胎生，可作為觀賞魚。